# Aretha Franklin
Aretha Louise Franklin (n. 25 martie 1942, Memphis, Tennessee, SUA – d. 16 august 2018, Detroit, Michigan, SUA) a fost o cântăreață și cantautoare americană.

## Biografie
A început să cânte muzică gospel de la o vârstă fragedă, tatăl său oferindu-i un loc în corul bisericii baptiste în care acesta era pastor. Ulterior, la vârsta de optsprezece ani, Aretha abandonează biserica pentru o carieră în muzica populară, înregistrând cântece sub egida Columbia Records, care însă au avut doar succes moderat. După ce în 1967 a semnat cu o altă casă de discuri faimoasă, Atlantic Records, Franklin s-a bucurat de succes comercial și a primit aprecieri critice pentru interpretarea unor hituri precum „Respect”, „(You Make Me Feel Like) A Natural Woman”, „Spanish Harlem” sau „Think”. Succesul său fulminant i-a adus până la finele anilor 1960 titlul de „Regină a muzicii soul”.

## Carieră

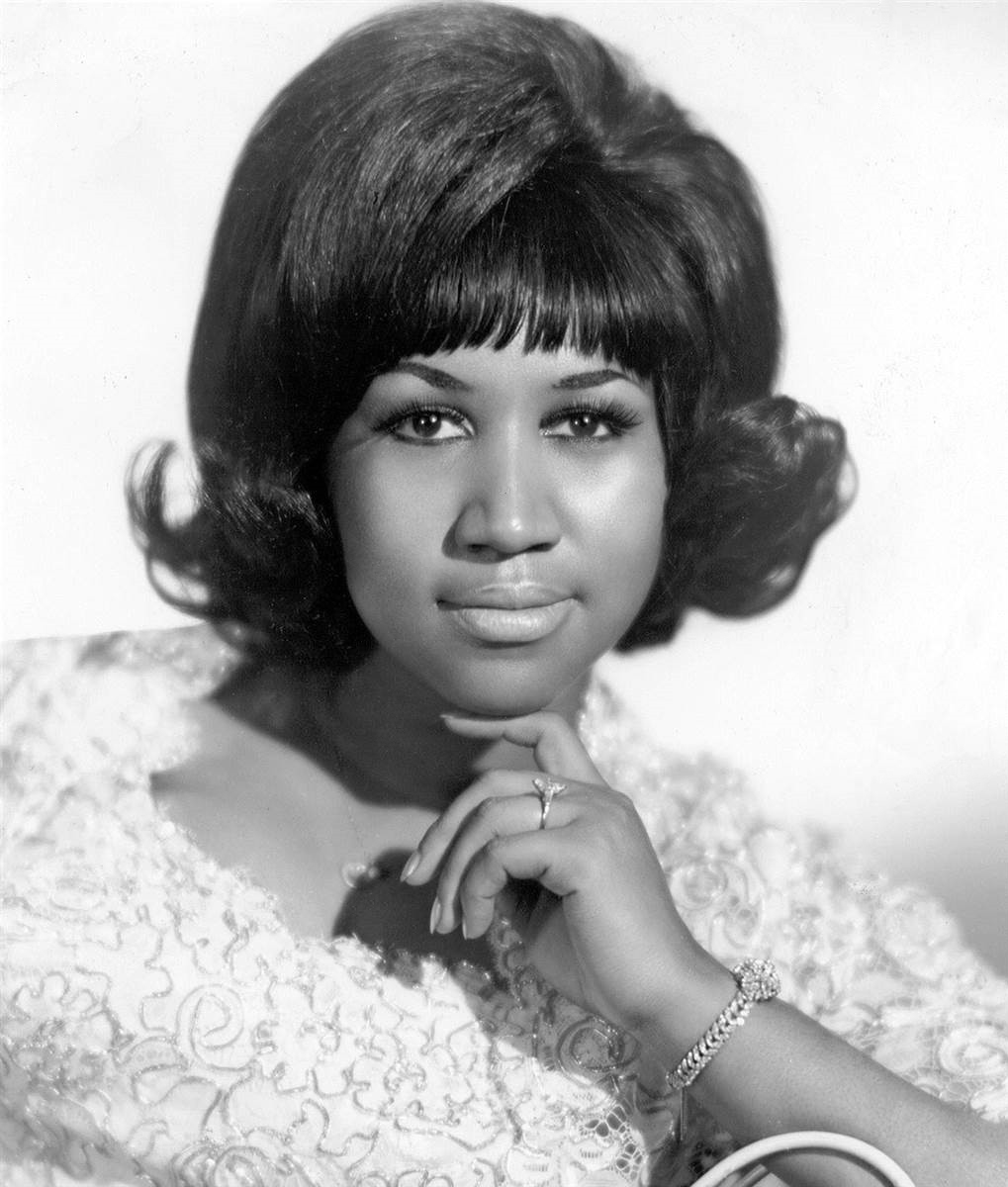
Aretha Franklin în 1968

Aretha Franklin a lansat o serie de albume bine primite: I Never Loved a Man the Way I Love You (1967), Lady Soul (1968), Young, Gifted and Black (1972) și Amazing Grace (1972), iar la milocul anilor '70 intră într-o dispută cu casa sa de discuri și succesul său a început să scadă. După ce tatăl său a fost împușcat în 1979, Franklin a părăsit Atlantic și a semnat cu Arista Records, alături de care și-a regăsit succesul mulțumită albumelor Jump to It (1982) și Who's Zoomin' Who? (1985), dar și primului său film, Frații Blues (1980). Franklin a fost intens apreciată pentru interpretarea ariei „Nessun dorma” în cadrul galei premiilor Grammy din 1998, unde i-a ținut locul renumitului tenor Luciano Pavarotti. În același an, Aretha a lansat ultimul său hit, „A Rose Is Still a Rose”.
De-a lungul unei cariere ce a durat mai bine de cinci decenii, Aretha a avut 112 cântece incluse în clasamentele Billboard, inclusiv 77 în prestigiosul Hot 100, 17 melodii pop de top 10 și 20 de single-uri R&B ce au ajuns pe primul loc, fiind cea mai de succes cântăreață din istoria ierarhiei. Printre cele mai cunoscute hituri ale sale se numără „Rock Steady”, „Jump to It”, „Freeway of Love”, „Who's Zoomin' Who”, „Chain of Fools”, „Until You Come Back to Me (That's What I'm Gonna Do)”, „Something He Can Feel”, „I Knew You Were Waiting (For Me)” (duet cu George Michael), dar și o preluare a hitului The Rolling Stones, „Jumpin' Jack Flash”.

## Premii
Aretha Franklin a câștigat 18 premii Grammy și este considerată una dintre cele mai de succes cântărețe din istorie, cu peste 75 de milioane de înregistrări vândute în întreaga lume. Pe parcursul carierei sale a primit o multitudine de onoruri, în 1987 fiind prima femeie inclusă în Rock and Roll Hall of Fame. Ulterior a fost inclusă și în UK Music Hall of Fame în 2005, dar și în Gospel Music Hall of Fame în august 2012. Rolling Stone a clasat-o pe primul loc în topul „Cei mai mari cântăreți ai tuturor timpurilor”, iar în clasamentul „Cei mai mari artiști din istorie” pe locul nouă. Conform publicației Time, a fost una dintre cele mai influente femei ale secolului al XX-lea.

## Discografie
Albume de studio

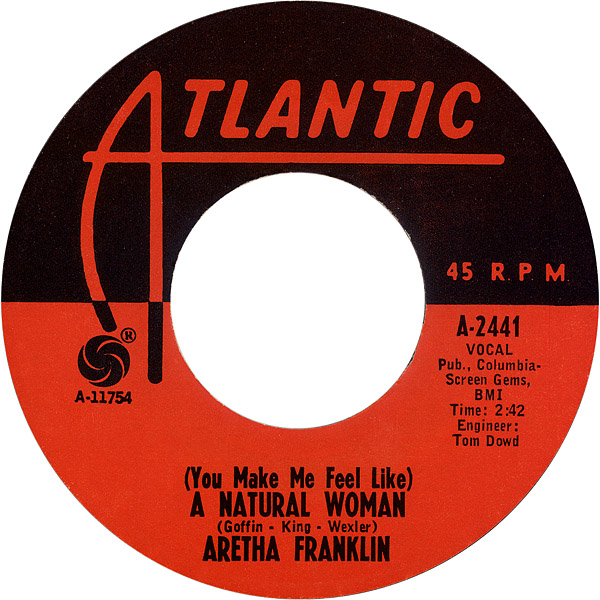
Single-ul (You Make Me Feel Like) A Natural Woman, lansat în 1967 de Aretha Franklin

- Aretha: With The Ray Bryant Combo (1961)
- The Electrifying Aretha Franklin (1962)
- The Tender, the Moving, the Swinging Aretha Franklin (1962)
- Laughing on the Outside (1963)
- Unforgettable: A Tribute to Dinah Washington (1964)
- Runnin' Out of Fools (1964)
- Yeah!!! (1965)
- Songs of Faith (1965)
- Soul Sister (1966)
- Take It Like You Give It (1967)
- I Never Loved a Man the Way I Love You (1967)
- Aretha Arrives (1967)
- Lady Soul (1968)
- Aretha Now (1968)
- Soul '69 (1969)
- Soft and Beautiful (1969)
- This Girl's in Love with You (1970)
- Spirit in the Dark (1970)
- Young, Gifted & Black (1972)
- Hey Now Hey (The Other Side of the Sky) (1973)
- Let Me in Your Life (1974)
- With Everything I Feel in Me (1974)
- You (1975)
- Sparkle (1976)
- Sweet Passion (1977)
- Almighty Fire (1978)
- La Diva (1979)
- Aretha (1980)
- Love All the Hurt Away (1981)
- Jump to It (1982)
- Get It Right (1983)
- Who's Zoomin' Who? (1985)
- Aretha (1986)
- Through the Storm (1989)
- What You See Is What You Sweat (1991)
- A Rose Is Still a Rose (1998)
- So Damn Happy (2003)
- This Christmas, Aretha (2008)
- Aretha: A Woman Falling Out of Love (2011)
- Aretha Franklin Sings the Great Diva Classics (2014)